# Sainte-Radegonde (Saône-et-Loire)
Sainte-Radegonde ist eine französische Gemeinde mit 149 Einwohnern (Stand: 1. Januar 2022) im Département Saône-et-Loire in der Region Bourgogne-Franche-Comté. Sie gehört zum Arrondissement Charolles und zum Kanton Gueugnon. Die Einwohner werden Radegondois genannt.

## Geographie
Sainte-Radegonde liegt etwa 36 Kilometer südwestlich von Autun.
Nachbargemeinden von Sainte-Radegonde sind Montmort im Norden, Toulon-sur-Arroux im Osten, Uxeau im Süden und Südwesten sowie Issy-l’Évêque im Westen.

## Bevölkerungsentwicklung
| Jahr                      | 1962 | 1968 | 1975 | 1982 | 1990 | 1999 | 2006 | 2013 |
| Einwohner                 | 316  | 304  | 271  | 228  | 201  | 210  | 181  | 175  |
| Quelle: Cassini und INSEE |      |      |      |      |      |      |      |      |

## Sehenswürdigkeiten

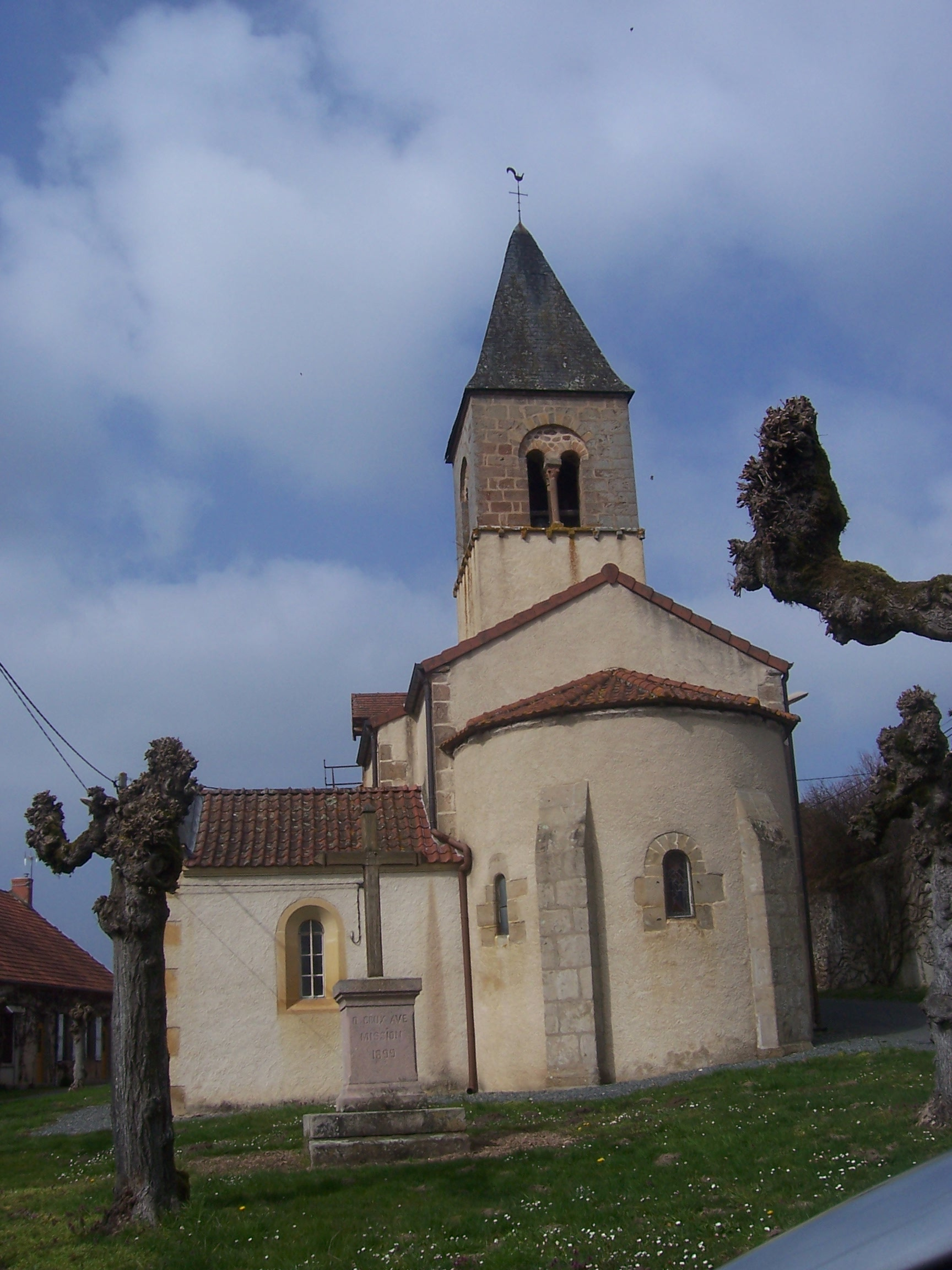
Kirche Sainte-Radegonde

- Kirche Sainte-Radegonde